# Gare de Saint-Léonard-de-Noblat
Gare de Saint-Léonard-de-Noblat – stacja kolejowa w Saint-Léonard-de-Noblat, w departamencie Haute-Vienne, w regionie Nowa Akwitania, we Francji. Jest zarządzana przez SNCF (budynek dworca) i przez RFF (infrastruktura).
Została otwarta w 1880 roku przez Chemins de fer de l'État, a w 1884 przeszła pod zarząd Compagnie du chemin de fer de Paris à Orléans (PO). Obecnie jest obsługiwana przez pociągi TER Limousin.

## Historia
Stacja Saint-Leonard-de-Noblat została otwarta 31 grudnia 1880 przez Administrację Kolei Państwowych (État), gdy otwarto linię Le Palais – Eygurande - Merlines, łącząc Limoges z Ussel.
Stacja stała się częścią Compagnie du Chemin de fer de Paris à Orléans (PO), gdy przejęto koncesję i eksploatację linii 1884.
W 2015 roku stacja posiadała kategorię C (lokalna stacja, obsługująca poniżej 100 000 pasażerów rocznie), posiadając 2 perony.

## Linie kolejowe
- Le Palais – Eygurande - Merlines